# Filialkirche Schönau

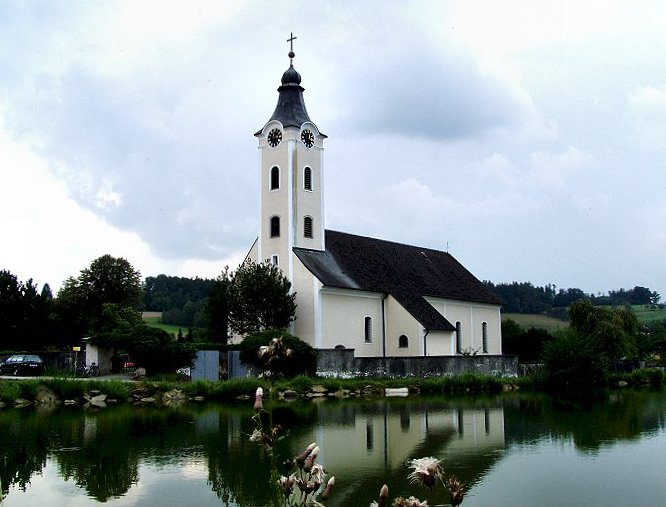
Filialkirche Schönau

Die römisch-katholische Filialkirche Schönau steht im Ortsteil Schönau der Gemeinde Bad Schallerbach im Bezirk Grieskirchen in Oberösterreich. Sie ist dem heiligen Petrus geweiht und gehört zur Pfarre Bad Schallerbach im Dekanat Wels in der Diözese Linz. Das Bauwerk steht unter Denkmalschutz (Listeneintrag).

## Geschichte
Die Kirche in Schönau geht bereits auf einen romanischen Bau aus dem 10. oder 11. Jahrhundert zurück und wurde 1142 in einem Schreiben von Papst Innozenz II. erstmals urkundlich erwähnt. Sie gehörte über 600 Jahre zum Kloster Mondsee, bis sie im Zuge eines Tausches 1706 zum Hochstift Passau kam. Unter Kaiser Joseph II. wurde Schönau im Jahr 1785 eine weltliche Pfarre der neugegründeten Diözese Linz.
Die erste bauliche Erweiterung erfolgte im Jahr 1687 unter Pfarrer Andreas Wolff. Ihre heutigen Ausmaße erhielten der Altarraum in den Jahren 1811–1813 und das Kirchenschiff in den Jahren 1821–1826. Im Jahr 1905 erhielt die Kirche schließlich ihr heutiges Aussehen, indem seitliche Anbauten dazukamen und der Turm erhöht wurde. Die Initiative dazu kam von Michael Breuer, der von 1897 bis zu seinem Tod am 13. März 1910 Pfarrer in Schönau und von 1902 bis 1908 Abgeordneter zum Oberösterreichischen Landtag (X. Wahlperiode) war. Die Grabtafel Breuers befindet sich an der Südseite der Kirche.
Bis 1959 war die Schönauer Kirche Pfarrkirche. Sie wurde von der neuerbauten Pfarrkirche Bad Schallerbach in dieser Funktion abgelöst und ist seitdem deren Filialkirche. Die Grundmauern des romanischen Vorgängerbaues wurden bei der Restaurierung 1965/66 entdeckt.

## Architektur
Der Kirchenbau ist einschiffig mit vierjochigem Langhaus. Der einjochige Chor hat einen geraden Abschluss.

## Ausstattung
1965/1966 wurde der Innenraum von Max Spielmann, der auch die nahe Pfarrkirche in Bad Schallerbach ausgestaltete, völlig neu gestaltet und ausgestattet:
- Das Altarbild ist teilweise als Mosaik ausgeführt und zeigt Jesus als Auferstandenen sowie Szenen aus dem Leben des Kirchenpatrons, des hl. Petrus.
- Auf dem Ambo sind die vier Evangelisten Matthäus, Markus, Lukas und Johannes mit Blick Richtung Kirchenbesucher dargestellt.
- Sechs Wandbilder aus Zellenemail mit Szenen aus dem Leben des Apostels Petrus und Bibelzitaten hängen beidseitig im Kirchenschiff.
- Der Kreuzweg unter der Empore und der Entwurf für den Volksaltar als auch den Tabernakel stammen ebenfalls von Max Spielmann.

Rechts im Altarbereich befinden sich zwei Epitaphe, wobei am Grabstein von Pfarrer Andreas Wolff (1647–1714) die älteste Darstellung der Kirche mit dem ursprünglich spitzen Turm zu sehen ist.

## Umgebung
Die Kirche ist vom Friedhof umgeben. Neben dem Kirchengebäude standen früher die 1788 erbaute alte Schule und die 1908/09 daneben errichtete „Kaiser Franz Josef I. Jubiläums-Volksschule“. Beide Gebäude verloren mit dem Neubau der Hauptschule (1962) und der Volksschule (1971) im benachbarten Schallerbach ihre Funktion. Die alten Schulen wurden abgerissen und die beiden Schulgrundstücke 1981 zum Zweck einer Friedhofserweiterung umgewidmet.
Südöstlich der Kirche steht der große Bauernhof „Mair in Schönau“, der bis Ende des 16. Jahrhunderts zum Kloster Mondsee gehörte. Der Pfarrhof stand ein paar Hundert Meter westlich der Kirche.
Pfarrer Franz Greil ließ einen Kreuzweg zur Magdalenabergkirche errichten, der am 2. Mai 1860 vom Linzer Bischof Franz Joseph Rudigier eingeweiht wurde. An den einstigen Kreuzweg erinnern noch ein Teil der Trasse, ein Gedenkstein und das Holzkreuz in der Magdalenabergkirche.